# Liste der Kulturdenkmale in Bad Bibra
In der Liste der Kulturdenkmale in Bad Bibra sind alle Kulturdenkmale der Gemeinde Bad Bibra (Burgenlandkreis) und ihrer Ortsteile aufgelistet. Grundlage ist das Denkmalverzeichnis des Landes Sachsen-Anhalt, das auf Basis des Denkmalschutzgesetzes des Landes Sachsen-Anhalt vom 21. Oktober 1991 durch das Landesamt für Denkmalpflege und Archäologie Sachsen-Anhalt erstellt und seither laufend ergänzt wurde (Stand: 31. Dezember 2022).

## Kulturdenkmale nach Ortsteilen

### Bad Bibra
| Lage                                                                | Bezeichnung             | Beschreibung | Erfassungs- nummer | Ausweisungsart | Bild           |
| ------------------------------------------------------------------- | ----------------------- | --- | ------------------ | -------------- | -------------- |
| im Tal des Biberbachs, ca. 3 km nordwestlich der Ortslage (Karte)   | Brücke                  | Die Zwölf-Apostel-Brücke wurde in den Jahren 1912 bis 1914 errichtet. Sie besteht aus Sandstein und ist 20 Meter hoch und besitzt sechs Bögen mit jeweils 16 Metern Spannweite. Unter der Brücke wurden zwölf Weiden gepflanzt, die an die Jünger Jesu erinnern sollten und der Brücke ihren Namen gaben. | 094 84488          | Baudenkmal     | Weitere Bilder |
| ca. 4 km nordwestlich der Ortslage im Tal des Biberbaches (Karte)   | Brücke                  | Die Schnecktal-Brücke wurde in den Jahren 1912 bis 1914 errichtet. Sie besteht aus Sandstein und ist 29 Meter hoch. Insgesamt sieben Brückenpfeiler überspannen eine Länge von 140 Metern. | 094 84489          | Baudenkmal     | Weitere Bilder |
| auf Anhöhe südlich vorm Ort (Karte)                                 | Gedenkstein             | Böselstein | 094 30185          | Baudenkmal     | Gedenkstein    |
| Auenstraße, Badeplatz (Karte)                                       | Weg                     | Weg, Wegeverbindung vom Badeplatz entlang des Saubachs in den westlich der Ortslage liegenden Quellgraben, Streckenführung entlang des Saubach von der Brücke an der Lauchaer Straße westlich über Badeplatz, Bärenpark mit Bärenbrunnen, Überquerung Auenstraße Höhe Ölgasse, vorbei an Heilandsbrunnen und Alte Ziegelei-Quelle bis zur Schwesternquelle an der Friedenshöhe | 094 18876          | Baudenkmal     | BW             |
| Auenstraße 16, Badeplatz 1, 1a, 1b, 3, Lauchaer Straße 1 (Karte)    | Platz                   | Platz | 094 18873          | Denkmalbereich | BW             |
| Badeplatz (Karte)                                                   | Pavillon                | Gesundbrunnen zu Bad Bibra | 094 84465          | Baudenkmal     | Weitere Bilder |
| Badeplatz (Karte)                                                   | Quellfassung            | | 094 84464          | Baudenkmal     | Weitere Bilder |
| Badeplatz 1 (Karte)                                                 | Badehaus                | Das ehemalige Badehaus wurde mit seinem Brunnen in den Jahren 1680–1684 errichtet. Es handelt sich um eine zweiflüglige Anlage mit zwei Geschossen. Eine Inschriftenkartusche aus dem Ende des 17. Jahrhunderts befindet sich über dem Portal des Gebäudes. Eine weitere Inschriftenkartusche befindet sich in der Nähe der Brunnennische und stammt aus dem Jahr 1777. Der sogen. Badehausstein mit kurfürstlichem Hut, Wappen und Inschrift war ab 1779 das Eingangsportal zur Quelle. | 094 84463          | Baudenkmal     | Weitere Bilder |
| Bahnhofstraße 7 (Karte)                                             | Bahnhof                 | | 094 84466          | Baudenkmal     | Bahnhof        |
| Domberg (Karte)                                                     | Kirche                  | Hauptartikel: St. Maria Magdalena | 094 84468          |                | Weitere Bilder |
| Domberg Turmraum der Kirche (Karte)                                 | Taufstein               | | 094 84467          | Kleindenkmal   | BW             |
| Domberg 2 (Karte)                                                   | Toranlage               | | 094 84470          | Baudenkmal     | BW             |
| Domberg 9 (Karte)                                                   | Pfarrhof                | Das Pfarrgehöft wurde in den Jahren 1702 1704 errichtet. Es handelt sich um einen zweigeschossigen Rechteckbau mit großer Durchfahrt und Pforte. Die Fenster im Erdgeschoss verfügen über profilierte Gewände. Am Wirtschaftsgebäude des Hofes befindet sich ein Laubengang. | 094 84471          | Baudenkmal     | Pfarrhof       |
| Domberg 9, 10, 11, 12, 13, 14 (Karte)                               | Straßenzeile            | | 094 84469          | Denkmalbereich | Straßenzeile   |
| Domberg 10 (Karte)                                                  | Wohnhaus                | | 094 84472          | Baudenkmal     | BW             |
| Herrenstraße 8 (Karte)                                              | Toranlage               | | 094 84473          | Baudenkmal     | BW             |
| Herrenstraße 10 (Karte)                                             | Toranlage               | | 094 84474          | Baudenkmal     | BW             |
| Herrenstraße 17 (Karte)                                             | Inschriftstein          | | 094 84475          | Kleindenkmal   | BW             |
| Herrenstraße 20 (Karte)                                             | Toranlage               | | 094 84476          | Baudenkmal     | BW             |
| In der Au am Biberbach, nordwestlich außerhalb der Ortslage (Karte) | Quellfassung            | Heilandsbrunnen | 094 84477          | Baudenkmal     | BW             |
| In der Au am Biberbach, nordwestlich außerhalb der Ortslage (Karte) | Quellfassung            | Schwesternquelle | 094 84478          | Baudenkmal     | Weitere Bilder |
| Kirchplatz 1 (Karte)                                                | Wohnhaus                | | 094 84479          | Baudenkmal     | Wohnhaus       |
| Kirchplatz 1, 2 (Karte)                                             | Platz                   | | 094 84480          | Denkmalbereich | BW             |
| Lauchaer Straße 1 (Karte)                                           | Wohn- und Geschäftshaus | | 094 84481          | Baudenkmal     | BW             |
| Lauchaer Straße 20, 21, 22, 23 (Karte)                              | Straßenzeile            | | 094 84482          | Denkmalbereich | Straßenzeile   |
| Lauchaer Straße 75 (Karte)                                          | Häusergruppe            | | 094 84483          | Baudenkmal     | BW             |
| Lauchaer Straße 76 (Karte)                                          | Schmiede                | | 094 84484          | Baudenkmal     | BW             |
| Lauchaer Straße 85 (Karte)                                          | Rathaus                 | | 094 84485          | Baudenkmal     | Rathaus        |
| Saubacher Straße B 176, am nordwestlichen Ortsausgang (Karte)       | Brücke                  | | 094 84487          | Baudenkmal     | BW             |
| Schenkberg 1 (Karte)                                                | Wohnhaus                | | 094 84486          | Baudenkmal     | BW             |

### Altenroda
| Lage                                                       | Bezeichnung | Beschreibung | Erfassungs- nummer | Ausweisungsart | Bild           |
| ---------------------------------------------------------- | ----------- | --- | ------------------ | -------------- | -------------- |
| Brunnenstraße 80 (Karte)                                   | Wohnhaus    | | 094 83854          | Baudenkmal     | BW             |
| Dorfstraße (Karte)                                         | Brunnenhaus | | 094 83855          | Baudenkmal     | BW             |
| Dorfstraße (Karte)                                         | Kirche      | siehe: Dorfkirche Altenroda | 094 83856          | Baudenkmal     | Weitere Bilder |
| Dorfstraße 12, 13, 15, 16, 17, 40, 41, 42, 42a, 43 (Karte) | Straßenzug  | | 094 83853          | Denkmalbereich | BW             |
| Dorfstraße 13 (Karte)                                      | Scheune     | | 094 83851          | Baudenkmal     | BW             |
| Dorfstraße 46 (Karte)                                      | Bauernhof   | | 094 83852          | Baudenkmal     | BW             |
| Dorfstraße 75, 77, 77a (Karte)                             | Gutshof     | Das ehemalige Gutshaus der Familie von Schulze ist ein Herrenhaus aus dem Jahr 1790 in sparsamen barocken Formen mit einem abgewalmten Mansarddach. Die Nebengebäude mit Tordurchfahrt und die hofseitigen Wirtschaftsgebäude stammen aus dem 19. Jahrhundert. | 094 83849          | Baudenkmal     | Gutshof        |
| Hinter der Kirche 93 (Karte)                               | Pfarrhaus   | Das ehemalige Pfarrhaus verfügt über eine mächtigen, zweigeschossigen Baukörper mit vorgelagertem Garten und einer mauereingefassten Terrasse. Nach einer Inschrift über dem Portal des Gebäudes wurde es im Jahr 1732 errichtet.                              | 094 83850          | Baudenkmal     | BW             |

### Bergwinkel
| Lage                                  | Bezeichnung  | Beschreibung | Erfassungs- nummer | Ausweisungsart | Bild      |
| ------------------------------------- | ------------ | ------------ | ------------------ | -------------- | --------- |
| Oberdorfstraße (Karte)                | Backhaus     |              | 094 83603          | Baudenkmal     | BW        |
| Oberdorfstraße 1 (Karte)              | Bauernhof    |              | 094 83597          | Baudenkmal     | BW        |
| Oberdorfstraße 4 (Karte)              | Bauernhof    |              | 094 83598          | Baudenkmal     | Bauernhof |
| Oberdorfstraße 5 (Karte)              | Bauernhof    |              | 094 83599          | Baudenkmal     | BW        |
| Oberdorfstraße 6 (Karte)              | Bauernhof    |              | 094 83600          | Baudenkmal     | BW        |
| Oberdorfstraße 7 (Karte)              | Bauernhof    |              | 094 83601          | Baudenkmal     | BW        |
| Oberdorfstraße 14, 15, 16, 17 (Karte) | Straßenzeile |              | 094 83602          | Denkmalbereich | BW        |

### Birkigt
| Lage                     | Bezeichnung | Beschreibung              | Erfassungs- nummer | Ausweisungsart | Bild |
| ------------------------ | ----------- | ------------------------- | ------------------ | -------------- | ---- |
| Dorfstraße 1,2,3 (Karte) | Vorwerk     | Von Helldorfsches Vorwerk | 094 83863          | Baudenkmal     | BW   |

### Golzen
| Lage                                                       | Bezeichnung        | Beschreibung | Erfassungs- nummer | Ausweisungsart | Bild           |
| ---------------------------------------------------------- | ------------------ | ------------ | ------------------ | -------------- | -------------- |
| südöstlich vorm Ort, an der Straße nach Krahwinkel (Karte) | Bahnhof            |              | 094 80852          | Baudenkmal     | Bahnhof        |
| Dorfstraße (Karte)                                         | Kirche             |              | 094 80854          |                | Weitere Bilder |
| Dorfstraße 10                                              | Toranlage          |              | 094 80972          | Baudenkmal     |                |
| Dorfstraße 13 (Karte)                                      | Wirtschaftsgebäude |              | 094 80963          | Baudenkmal     | BW             |

### Kalbitz
| Lage               | Bezeichnung    | Beschreibung         | Erfassungs- nummer | Ausweisungsart | Bild  |
| ------------------ | -------------- | -------------------- | ------------------ | -------------- | ----- |
| Kalbitz (Karte)    | Kirche         |                      | 094 83846          | Baudenkmal     | BW    |
| Kalbitz (Karte)    | Kriegerdenkmal |                      | 094 83847          | Baudenkmal     | BW    |
| Kalbitz 17 (Karte) | Bauernhof      |                      | 094 83848          | Baudenkmal     | BW    |
| Kalbitz 28 (Karte) | Mühle          | Buch- oder Zechmühle | 094 83845          | Baudenkmal     | Mühle |

### Krawinkel
| Lage                                                                   | Bezeichnung | Beschreibung | Erfassungs- nummer | Ausweisungsart | Bild           |
| ---------------------------------------------------------------------- | ----------- | --- | ------------------ | -------------- | -------------- |
| ca. 1 km westlich der Ortslage an der Kreuzung zweier Feldwege (Karte) | Wegweiser   | | 107 20013          | Kleindenkmal   | Wegweiser      |
| Dorfstraße (Karte)                                                     | Kirche      | Die Kirche besitzt an ihrem rechteckigen Schiff einen querrechteckigen, romanischen Chorturm mit einer halbrunden Apsis. Die Fenster und Portale der Kirche sind barock erneuert. Im Innern befindet sich eine Holzdecke als Tonne, sowie eine dreiseitige, zweigeschossige hölzerne Empore. Der Kanzelaltar der Kirche stammt vermutlich aus dem Anfang des 19. Jahrhunderts. Im Außenbereich sind mehrere Grabsteine aus dem 17. Jahrhundert zu finden. | 094 30048          |                | Weitere Bilder |
| Dorfstraße 28 (Karte)                                                  | Bauernhof   | Löwenhof | 094 30049          | Baudenkmal     | BW             |

### Steinbach
| Lage                          | Bezeichnung              | Beschreibung | Erfassungs- nummer | Ausweisungsart | Bild           |
| ----------------------------- | ------------------------ | --- | ------------------ | -------------- | -------------- |
| Koordinaten fehlen! Hilf mit. | Gedenkstein              | Gedenkstein 2020 als Denkmal eingetragen                                                                                            | 107 05108          | Kleindenkmal   |                |
| Am Gebhardts 5 (Karte)        | Bauernhof                | | 094 83864          | Baudenkmal     | BW             |
| Am Steinbach 1 (Karte)        | Kapellenmühle            | die sog. Kapellenmühle ist ein langgestreckter Vierseitenhof direkt nördlich der Margareten-Kirche etwa 300 m nördlich der Ortslage | 094 83867          | Baudenkmal     | BW             |
| Borwitz Gasse 10 (Karte)      | Bauernhof                | | 094 83865          | Baudenkmal     | BW             |
| Borwitz Gasse 12 (Karte)      | Bauernhof                | | 107 20001          | Baudenkmal     | BW             |
| Dorfstraße (Karte)            | Margareten-Kirche        | Kirche | 094 83866          |                | Weitere Bilder |
| Dorfstraße (Karte)            | Kriegerdenkmal Steinbach | Kriegerdenkmal | 107 20010          | Baudenkmal     | BW             |

### Thalwinkel
| Lage                       | Bezeichnung    | Beschreibung | Erfassungs- nummer | Ausweisungsart | Bild           |
| -------------------------- | -------------- | --- | ------------------ | -------------- | -------------- |
| Unterdorfstraße (Karte)    | Kirche         | Hauptartikel: Dorfkirche Thalwinkel | 094 83606          |                | Weitere Bilder |
| Unterdorfstraße (Karte)    | Kriegerdenkmal | | 094 83608          | Baudenkmal     | Kriegerdenkmal |
| Unterdorfstraße 29 (Karte) | Mühle          | Rosenhahn-Mühle | 094 83604          | Baudenkmal     | Mühle          |
| Unterdorfstraße 39 (Karte) | Brauhaus       | gedrungener Sandsteinbau mit Krüppelwalmdach am westlichen Ortsausgang; ehemaliges Brauhaus, später als Gemeindeverwaltung, heute als Feuerwehrhaus der Freiwilligen Feuerwehr Thalwinkel genutzt. | 094 83607          | Baudenkmal     | BW             |
| Unterdorfstraße 60 (Karte) | Pfarrhaus      | Das ehemalige Pfarrhaus aus dem Jahr 1736 ist ein unterhalb der Kirche gelegener, unverputzter Bruchsteinbau in zwei Geschossen und einem mächtigen Krüppelwalmdach.                               | 094 83605          | Baudenkmal     | Pfarrhaus      |

### Wallroda
| Lage                                                          | Bezeichnung | Beschreibung | Erfassungs- nummer | Ausweisungsart | Bild           |
| ------------------------------------------------------------- | ----------- | --- | ------------------ | -------------- | -------------- |
| Wallroda (Karte)                                              | Kirche      | Nach einer Bauinschrift erfolgte 1601 der Umbau des Schiffs und die Anfügung einer polygonalen Apsis an der Ostseite des Turms. Von der ursprünglichen Kirche ist das Erdgeschoss des Chorturms erhalten. Im Innern befindet sich eine Holzdecke in Tonnenform sowie eine dreiseitige, hölzerne Empore. Die Steinkanzel der Kirche ist auf das Jahr 1601 datiert. Die Bronzeglocke wurde 1767 von Johann Georg Ulrich gegossen. | 094 83817          | Baudenkmal     | Weitere Bilder |
| Wallroda 2, 3, 13, 15, 16, 17, 18, 19, 20, 21, 23, 27 (Karte) | Straßenzug  | | 094 83816          | Denkmalbereich | Straßenzug     |
| Wallroda 22 (Karte)                                           | Mühle       | Stahrmühle | 094 83844          | Baudenkmal     | Mühle          |

### Wippach
| Lage                           | Bezeichnung    | Beschreibung                             | Erfassungs- nummer | Ausweisungsart | Bild           |
| ------------------------------ | -------------- | ---------------------------------------- | ------------------ | -------------- | -------------- |
| Bäckergasse (Karte)            | Kirche         |                                          | 094 83858          | Baudenkmal     | Weitere Bilder |
| Bäckergasse (Karte)            | Kriegerdenkmal |                                          | 094 83857          | Baudenkmal     | BW             |
| Nebraer Straße (Karte)         | Gedenkstein    | etwa 100 m nördlich Ortslage an der B250 | 094 83862          | Baudenkmal     | BW             |
| Nebraer Straße 1, 3, 5 (Karte) | Siedlung       |                                          | 094 83861          | Baudenkmal     | BW             |
| Unter den Linden 5 (Karte)     | Toranlage      |                                          | 094 83859          | Baudenkmal     | BW             |
| Unter den Linden 7 (Karte)     | Bauernhof      |                                          | 094 83860          | Baudenkmal     | BW             |

## Legende
In den Spalten befinden sich folgende Informationen:
- Lage: Nennt den Straßennamen und wenn vorhanden die Hausnummer des Kulturdenkmals. Die Grundsortierung der Liste erfolgt nach dieser Adresse. Der Link „Karte“ führt zu verschiedenen Kartendarstellungen und nennt die geographischen Koordinaten.
Link zu einem Kartenansichtstool, um Koordinaten zu setzen. In der Kartenansicht sind Baudenkmale ohne Koordinaten mit einem roten bzw. orangen Marker dargestellt und können in der Karte gesetzt werden. Baudenkmale ohne Bild sind mit einem blauen bzw. roten Marker gekennzeichnet, Baudenkmale mit Bild mit einem grünen bzw. orangen Marker.
- Offizielle Bezeichnung: Nennt den Namen, die Bezeichnung oder zumindest die Art des Kulturdenkmals und verlinkt, soweit vorhanden, auf den Artikel zum Objekt.
- Beschreibung: Nennt bauliche und geschichtliche Einzelheiten des Kulturdenkmals, vorzugsweise die Denkmaleigenschaften.
- Erfassungsnummer: Für jedes Kulturdenkmal wird in Sachsen-Anhalt eine 20stellige Erfassungsnummer vergeben. Die letzten zwölf Ziffern werden für die Untergliederung nach Teilobjekten genutzt und werden nur angegeben, soweit vergeben. In dieser Spalte kann sich folgendes Icon  befinden, dies führt zu Angaben zu diesem Baudenkmal bei Wikidata.
- Ausweisungsart: Die Einordnung des Denkmales nach § 2 Abs. 2 DenkmSchG LSA
- Bild: Ein Bild des Denkmales, und gegebenenfalls einen Link zu weiteren Fotos des Kulturdenkmals im Medienarchiv Wikimedia Commons. Wenn man auf das Kamerasymbol klickt, können Fotos zu Kulturdenkmalen aus dieser Liste hochgeladen werden: